# Amirás (Héraklion)
Amirás, ou Amirá, en grec moderne : Αμιράς/Αμιρά, est un village du dème de Viánnos, en Crète, en Grèce. Selon le recensement de 2011, la population d'Amirás compte 327 habitants. Le village est situé à une altitude de 680 m.